# قناص: المطلق الشبح
قناص: المطلق الشبح (بالإنجليزية: Sniper: Ghost Shooter)‏ هو فيلم حركة تم إنتاجه في الولايات المتحدة وصدر سنة 2016 بطولة تشاد مايكل كولنز وبيلي زين وهو الجزء السادس من سلسلة أفلام قناص.

## القصة
يتم تكليف فريق قناصة بحماية خط أنابيب غاز من الإرهابيين، ولكن سرعان ما يتعرض الفريق لمطاردة من شخص مجهول ينجح في كل مرة بتحديد موقعهم.

## الميزانية
كلف الفيلم 3 مليون دولار.

## وصلات خارجية
قناص: المطلق الشبح على موقع IMDb (الإنجليزية)
- قناص: المطلق الشبح على موقع ألو سيني (الفرنسية)
- قناص: المطلق الشبح على موقع أول موفي (الإنجليزية)
- قناص: المطلق الشبح على موقع فيلمافينيتي (الإسبانية)
- قناص: المطلق الشبح على موقع قاعدة بيانات الفيلم (الإنجليزية)
- قناص: المطلق الشبح على موقع ليتربوكسد (الإنجليزية)
- قناص: المطلق الشبح على موقع كينوبويسك (الروسية)